# Mistrzostwa Świata w Piłce Nożnej 2022 (eliminacje strefy UEFA)/Grupa D
Grupa D kwalifikacji do Mistrzostw Świata FIFA 2022 w strefie UEFA była jedną z dziesięciu grup UEFA w turnieju kwalifikacyjnym do Mistrzostw Świata, które zdecydowały, które drużyny zakwalifikowały się do turnieju finałowego Mistrzostw Świata FIFA 2022 w Katarze. 
Grupa D składała się z pięciu drużyn: Francji, Ukrainy, Finlandii, Bośni i Hercegowiny i Kazachstanu. Zespoły grały przeciwko sobie u siebie i na wyjeździe w formacie każdy z każdym.
Zwycięzca grupy (Francja) zakwalifikował się bezpośrednio na Mistrzostwa Świata w Piłce Nożnej 2022, a wicemistrz (Ukraina) awansował do drugiej rundy (baraży).

## Tabela
| Lp. | Drużyna              | M | Mecze | Mecze | Mecze | Bramki | Bramki | Bramki | Pkt |
| Lp. | Drużyna              | M | W     | R     | P     | +      | −      | +/−    | Pkt |
| --- | -------------------- | - | ----- | ----- | ----- | ------ | ------ | ------ | --- |
| 1.  | Francja              | 8 | 5     | 3     | 0     | 18     | 3      | +15    | 18  |
| 2.  | Ukraina              | 8 | 2     | 6     | 0     | 11     | 8      | +3     | 12  |
| 3.  | Finlandia            | 8 | 3     | 2     | 3     | 10     | 10     | 0      | 11  |
| 4.  | Bośnia i Hercegowina | 8 | 1     | 4     | 3     | 8      | 12     | −4     | 7   |
| 5.  | Kazachstan           | 8 | 0     | 3     | 5     | 5      | 20     | −15    | 3   |

|                      | Francja | Ukraina | Finlandia | Bośnia i Hercegowina | Kazachstan |
| -------------------- | ------- | ------- | --------- | -------------------- | ---------- |
| Francja              | X       | 1:1     | 2:0       | 1:1                  | 8:0        |
| Ukraina              | 1:1     | X       | 1:1       | 1:1                  | 1:1        |
| Finlandia            | 0:2     | 1:2     | X         | 2:2                  | 1:0        |
| Bośnia i Hercegowina | 0:1     | 0:2     | 1:3       | X                    | 2:2        |
| Kazachstan           | 0:2     | 2:2     | 0:2       | 0:2                  | X          |

## Wyniki
| 24 marca 2021 20:45 CET | Francja · Griezmann 19' | 1:1(1:0)Raport | Ukraina · 57' Sydorczuk | Stade de France, Saint-Denis Widzów: 0 Sędzia: Tobias Stieler |
|                         |                         |                |                         |                                                               |

| 24 marca 2021 20:45 CET | Finlandia · Pukki 58', 77' | 2:2(0:0)Raport | Bośnia i Hercegowina · 55' Pjanić · 84' Stevanović | Stadion Olimpijski, Helsinki Widzów: 0 Sędzia: Anastasios Sidiropulos |
|                         |                            |                |                                                    |                                                                       |

| 28 marca 2021 15:00 CET | Kazachstan | 0:2(0:2)Raport | Francja · 19' Dembélé · 44' (sam.) Mały | Astana Arena, Astana Widzów: 0 Sędzia: Aleksei Kulbakov |
|                         |            |                |                                         |                                                         |

| 28 marca 2021 20:45 CET | Ukraina · Moraes 80' | 1:1(0:0)Raport | Finlandia · 89' (k.) Pukki | Arena Lwów, Lwów Widzów: 0 Sędzia: István Kovács |
|                         |                      |                |                            |                                                  |

| 31 marca 2021 20:45 CET | Bośnia i Hercegowina | 0:1(0:0)Raport | Francja · 60' Griezmann | Stadion Grbavica, Sarajewo Widzów: 0 Sędzia: Daniele Orsato |
|                         |                      |                |                         |                                                             |

| 31 marca 2021 20:45 CET | Ukraina · Jaremczuk 20' | 1:1(1:0)Raport | Kazachstan · 59' Mużykow | Arena Lwów, Lwów Widzów: 0 Sędzia: Matej Jug |
|                         |                         |                |                          |                                              |

| 1 września 2021 16:00 CET | Kazachstan · Valiullin 74', 90+6' | 2:2(0:1)Raport | Ukraina · 2' Jaremczuk · 90+3' Sikan | Astana Arena, Astana Widzów: 6 274 Sędzia: Donatas Rumšas |
|                           |                                   |                |                                      |                                                           |

| 1 września 2021 20:45 CET | Francja · Griezmann 40' | 1:1(1:1)Raport | Bośnia i Hercegowina · 36' Džeko | Stade de la Meinau, Strasburg Widzów: 21 754 Sędzia: Sandro Schärer |
|                           |                         |                |                                  |                                                                     |

| 4 września 2021 15:00 CET | Finlandia · Pohjanpalo 60' | 1:0(0:0)Raport | Kazachstan | Stadion Olimpijski, Helsinki Widzów: 10 167 Sędzia: Sergei Ivanov |
|                           |                            |                |            |                                                                   |

| 4 września 2021 20:45 CET | Ukraina · Szaparenko 44' | 1:1(1:0)Raport | Francja · 50' Martial | Stadion Olimpijski, Kijów Widzów: 48 000 Sędzia: Slavko Vinčić |
|                           |                          |                |                       |                                                                |

| 7 września 2021 20:45 CET | Francja · Griezmann 25', 53' | 2:0(1:0)Raport | Finlandia | Parc OL, Décines-Charpieu Widzów: 57 057 Sędzia: Deniz Aytekin |
|                           |                              |                |           |                                                                |

| 7 września 2021 20:45 CET | Bośnia i Hercegowina · Pjanić 74' (k.) · Menalo 86' | 2:2(0:0)Raport | Kazachstan · 52' Kuat · 90+5' Zajnutdinow | Bilino Polje, Zenica Widzów: 3 980 Sędzia: Yigal Frid |
|                           |                                                     |                |                                           |                                                       |

| 9 października 2021 15:00 CET | Kazachstan | 0:2(0:1)Raport | Bośnia i Hercegowina · 25', 66' Prevljak | Astana Arena, Astana Widzów: 12 897 Sędzia: Davide Massa |
|                               |            |                |                                          |                                                          |

| 9 października 2021 18:00 CET | Finlandia · Pukki 29' | 1:2(1:2)Raport | Ukraina · 4' Jarmołenko · 34' Jaremczuk | Stadion Olimpijski, Helsinki Widzów: 29 485 Sędzia: Jesús Gil Manzano |
|                               |                       |                |                                         |                                                                       |

| 12 października 2021 16:00 CET | Kazachstan | 0:2(0:1)Raport | Finlandia · 45', 48' Pukki | Astana Arena, Astana Widzów: 8 365 Sędzia: Halis Özkahya |
|                                |            |                |                            |                                                          |

| 12 października 2021 20:45 CET | Ukraina · Jarmołenko 15' | 1:1(1:0)Raport | Bośnia i Hercegowina · 77' Ahmedhodžić | Arena Lwów, Lwów Widzów: 23 810 Sędzia: Felix Zwayer |
|                                |                          |                |                                        |                                                      |

| 13 listopada 2021 15:00 CET | Bośnia i Hercegowina · Menalo 69' | 1:3(0:1)Raport | Finlandia · 29' Forss · 51' Lod · 73' O’Shaughnessy | Bilino Polje, Zenica Widzów: 10 000 Sędzia: Michael Oliver |
|                             |                                   |                |                                                     |                                                            |

| 13 listopada 2021 20:45 CET | Francja · Mbappé 6', 12', 32', 87' · Benzema 55', 59' · Rabiot 75' · Griezmann 84' (k.) | 8:0(3:0)Raport | Kazachstan | Stade de France, Saint-Denis Widzów: 45 551 Sędzia: Glenn Nyberg |
|                             |                                                                                         |                |            |                                                                  |

| 16 listopada 2021 20:45 CET | Finlandia | 0:2(0:0)Raport | Francja · 67' Benzema · 76' Mbappé | Stadion Olimpijski, Helsinki Widzów: 31 890 Sędzia: Marco Guida |
|                             |           |                |                                    |                                                                 |

| 16 listopada 2021 20:45 CET | Bośnia i Hercegowina | 0:2(0:0)Raport | Ukraina · 59' Zinczenko · 79' Dowbyk | Bilino Polje, Zenica Widzów: 3 370 Sędzia: Antonio Mateu Lahoz |
|                             |                      |                |                                      |                                                                |

## Strzelcy
6 goli
- Teemu Pukki
- Antoine Griezmann

5 goli
- Kylian Mbappé

3 gole
- Karim Benzema
- Roman Jaremczuk

2 gole
- Luka Menalo
- Miralem Pjanić
- Smail Prevljak
- Ruslan Valiullin
- Andrij Jarmołenko

1 gol

- Anel Ahmedhodžić
- Edin Džeko
- Miroslav Stevanović
- Marcus Forss
- Robin Lod
- Daniel O’Shaughnessy
- Joel Pohjanpalo
- Ousmane Dembélé
- Anthony Martial
- Adrien Rabiot
- Isłambek Kuat
- Serykżan Mużykow
- Baktijar Zajnutdinow
- Artem Dowbyk
- Júnior Moraes
- Danyło Sikan
- Serhij Sydorczuk
- Mykoła Szaparenko
- Ołeksandr Zinczenko

Gole samobójcze
- Siergiej Mały (dla Francji)